# Lophocorona pediasia
Lophocorona pediasia är en fjärilsart som beskrevs av Ralph S. Common 1973. Lophocorona pediasia ingår i släktet Lophocorona och familjen Lophocoronidae. Inga underarter finns listade i Catalogue of Life.